# Seventeen (południowokoreański zespół muzyczny)
Seventeen (hangul: 세븐틴, zapis stylizowany: SEVENTEEN lub SVT) – południowokoreański boysband, który zadebiutował w 2015 roku pod wytwórnią Pledis Entertainment. Zespół jest podzielony na trzy różne podgrupy: „hip-hop unit”, „vocal unit” i „performance unit”.
Członkowie grupy aktywnie uczestniczą w komponowaniu i produkcji swoich utworów oraz choreografii, dzięki czemu nazywani są „self-producing idol”.

## Historia

### Przed debiutem

#### Seventeen TV
Począwszy od 2013 roku, Seventeen wystąpili w programie emitowanym na żywo zatytułowanym Seventeen TV, transmitowanym na żywo poprzez streaming online na platformie UStream. Podczas transmisji fani mogli oglądać trening przyszłych członków zespołu. Program miał kilka sezonów, podczas których stażyści byli przedstawiani widzom, a niektóre z nich kończyły się koncertami Like Seventeen.

#### Seventeen Project: Big Debiut Plan
Przed debiutem grupa pojawiła się w telewizyjnym reality show Seventeen Project: Big Debiut Plan, transmitowanym na stacji MBC od 2 do 26 maja 2015 roku. Program zakończył się debiutanckim showcase’em zespołu.

### 2015: Debiut z17 CaratiBoys Be

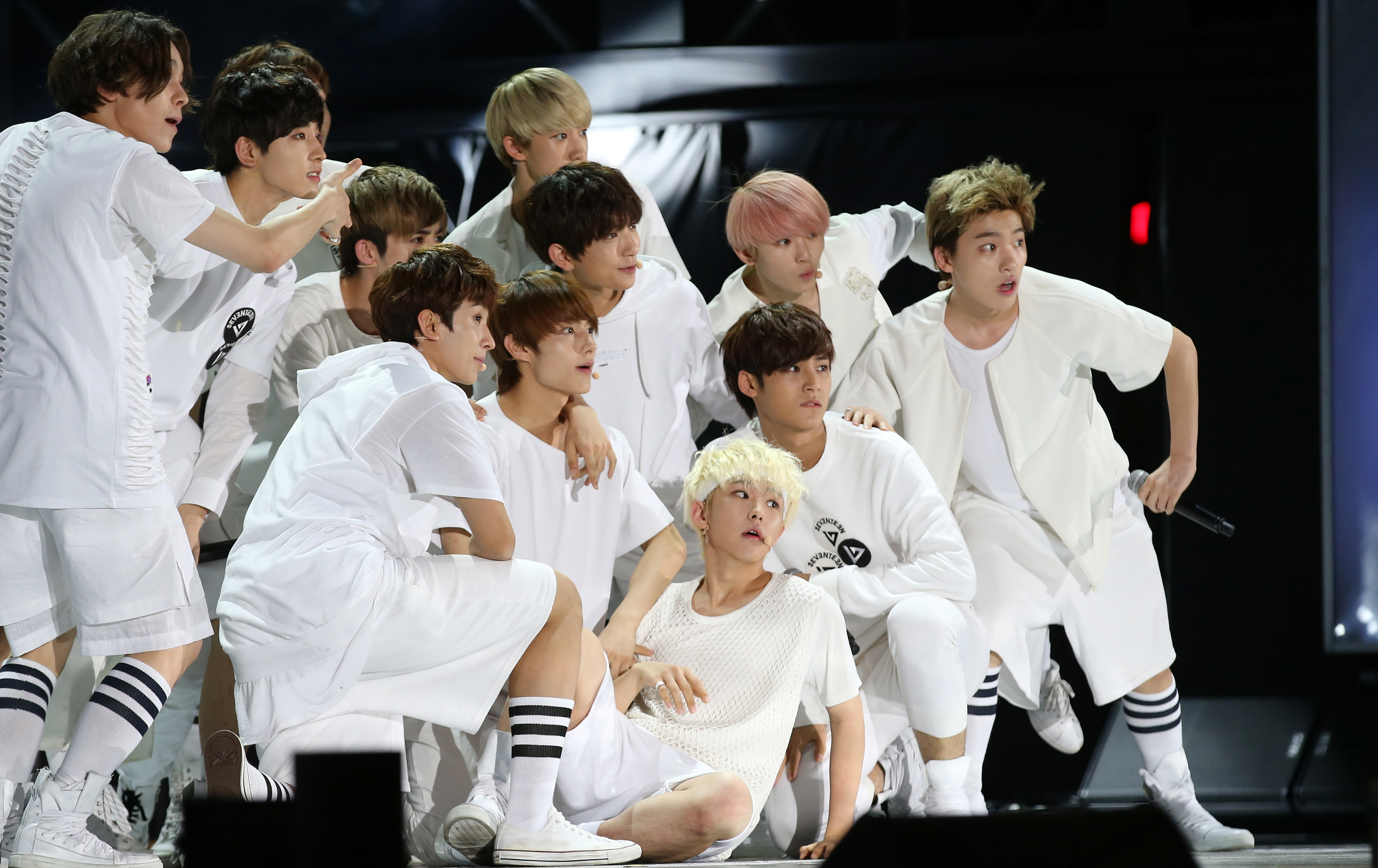
Seventeen występujący na K-POP Festival w Seoul Plaza w 2015.

Seventeen zadebiutowali 26 maja podczas showcase’u transmitowanego na MBC. Byli oni pierwszym koreańskim boysbandem, który zadebiutował z godzinnym showcase’em na jednej z głównych stacji telewizyjnych, a Lizzy i Raina z After School, należące do tej samej wytwórni, były jego prowadzącymi. Trzy dni później ich pierwszy minialbum 17 Carat został wydany w formie cyfrowej wraz z teledyskiem do singla „Adore U” (kor. 아낀다). Album w formie fizycznej ukazał się 2 czerwca. Zajął on dziewiąte miejsce na liście Billboard World Albums tydzień po premierze, plasując się na 8. pozycji. Utrzymał się na liście przez jedenaście tygodni. 17 Carat stał się później albumem k-popowym, który najdłużej utrzymywał się na listach w Stanach Zjednoczonych w tym roku i był jedynym albumem początkującego zespołu, który pojawił się na liście Billboardu „10 Najlepszych Albumów K-popowych 2015 roku”.
10 września ukazał się w dwóch wersjach drugi minialbum Seventeen, Boys Be, razem z teledyskiem do singla „Mansae”. Przedsprzedaż Boys Be przekroczyła 30 tys. kopii albumu, który został najlepiej sprzedającym się albumem debiutującej grupy w 2015 roku. Minialbum zadebiutował jako numer jeden na liście Billboardu World Albums. Grupa zdobyła za niego nagrody podczas ceremonii Golden Disk Awards, Seoul Music Awards i Gaon Chart K-Pop Awards. Seventeen byli jedynym zespołem k-popowym, który pojawił się na liście „21 Under 21 2015: Music's Hottest Young Stars” stworzonej przez Billboard. 4 grudnia ukazał się cyfrowy singel „Q&A”, nagrany przez trzech członków zespołu (S.Coupsa, Wooziego i Vernona) oraz piosenkarkę Ailee. Piosenka została wyprodukowana przez Wooziego.
Seventeen odbyli cztery koncerty z serii 2015 Like Seventeen – Boys Wish od 24 do 26 grudnia w Yongsan Art Hall w Seulu. Bilety wyprzedały się w minutę. Po sukcesie koncertów, Seventeen odbyli jeszcze dwa koncerty 13 i 14 lutego, pod tytułem Like Seventeen – Boys Wish Encore Concert, na które bilety wyprzedały się w pięć minut. Podczas drugiego koncertu została ogłoszona oficjalna nazwa fanklubu – Carat (Hangul: 캐럿).

### 2016:Love & Letter, repackage album, azjatycka trasa koncertowa iGoing Seventeen
Pierwszy album studyjny grupy, zatytułowany Love & Letter, ukazał się 25 kwietnia 2016 o północy czasu lokalnego. Album został wydany w dwóch wersjach, Love i Letter, podobnie jak Boys Be, który również posiadał dwie wersje. Album został sprzedany w nakładzie ponad 150 tys. egzemplarzy przed premierą i zajął pierwsze miejsce na liście Oricon Weekly Pop Album Charts w Japonii. Teledysk do singla „Yeppeuda (Pretty U)” (kor. 예쁘다 (Pretty U)) został wydany 24 kwietnia po showcase'ie grupy. Album zadebiutował na pierwszym miejscu listy Gaon Album Chart i na trzecim miejscu listy Billboard World Albums Chart. Seventeen po raz pierwszy wygrali w programie muzycznym Show Champion 4 maja z utworem „Yeppeuda (Pretty U)”. Album zajął czwarte miejsce na półrocznej liście Gaon, czyniąc Seventeen najwyżej usytuowanym młodym zespołem.
4 lipca album Love & Letter został wydany ponownie jako Love & Letter Repackage. Wonwoo nie mógł wziąć udziału w promocjach z powodu ostrego zapalenia błony śluzowej żołądka. Po zakończeniu promocji singla „VERY NICE” (kor. 아주 NICE) niemal natychmiast rozpoczęła się trasa koncertowa 1st Asia Tour 2016 Shining Diamonds, która obejmowała występy w Japonii, Singapurze, Australii i Chinach. Trasa rozpoczęła się w Korei Południowej koncertami 2016 Like Seventeen – Shining Diamond 30 i 31 lipca, na które sprzedano 13 tys. biletów.
5 grudnia grupa wydała trzeci minialbum Going Seventeen, który ukazał się w trzech wersjach, w przeciwieństwie do poprzednio wydawanych w dwóch wersjach. Minialbum zadebiutował na 1. pozycji listy Gaon Album Chart, sprzedając się w liczb ie 223 973 egzemplarzy w tym roku, pomimo grudniowej daty wydania.

### 2017:Al1,2017 Seventeen ProjectiTeen, Age

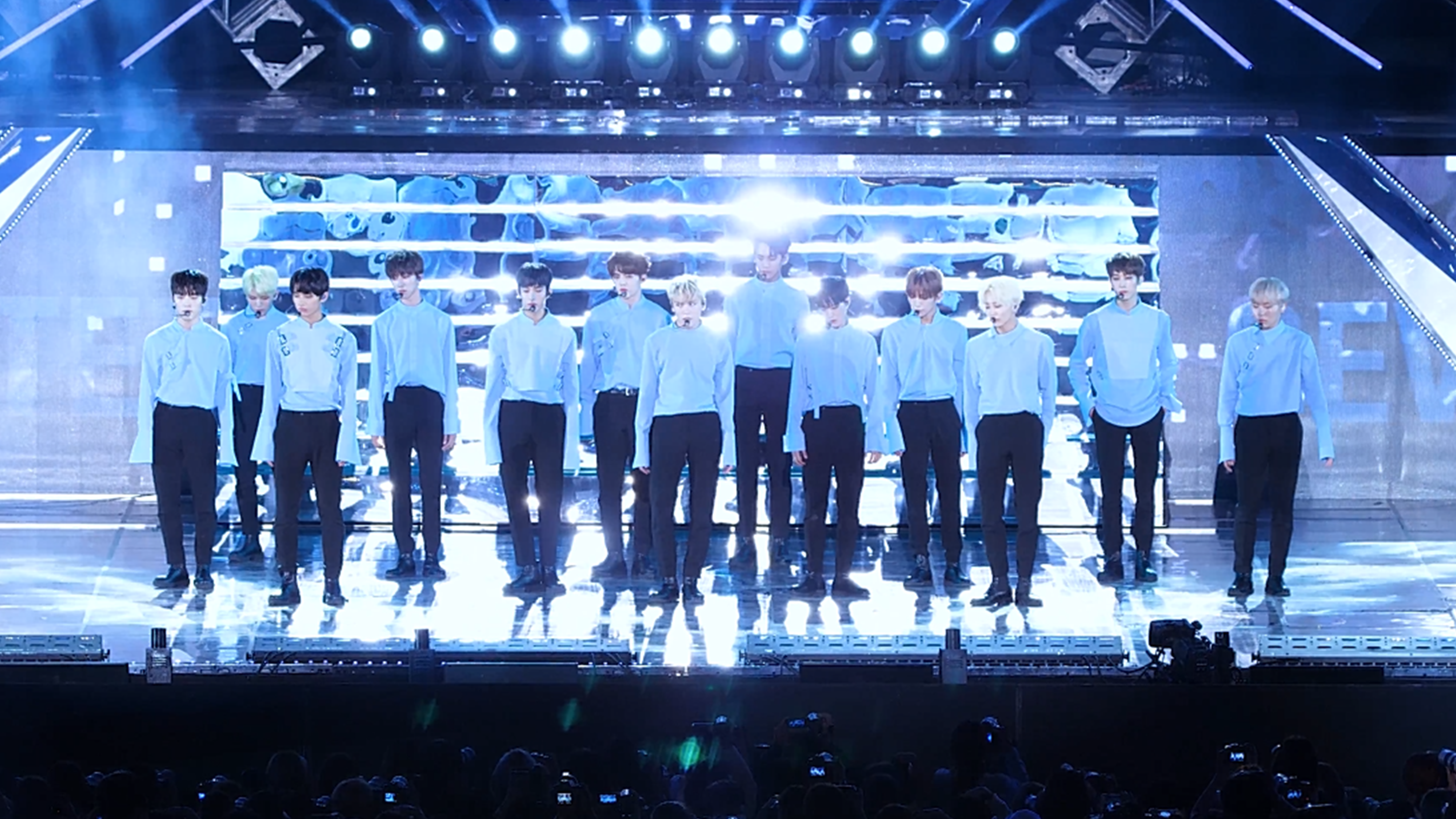
Grupa Seventeen wykonująca "Don't Wanna Cry" podczas Dream Concert 2017.

W dniach 15–24 lutego 2017 odbyła się japońska seria koncertów 17 Japan Concert: Say The Name #Seventeen, którą łącznie obejrzało 50 tys. fanów, mimo że grupa nie zadebiutowała oficjalnie w Japonii.
1 kwietnia Seventeen zostali pierwszą grupą idoli, która nakręciła drugi sezon programu One Fine Day, podczas pobytu w Japonii. Ich drugi sezon został zatytułowany One Fine Day in Japan i został stworzony przy współpracy południowokoreańskiego nadawcy MBC i japońskiej stacji Music On! TV.
Czwarty minialbum Seventeen, zatytułowany Al1, ukazał się 22 maja 2017 roku, razem z głównym singlem „Don't Wanna Cry” (kor. 울고 싶지 않아). Sprzedał się w liczbie ponad 190 tys. kopii w pierwszym tygodniu od premiery. Minialbum poprzedził i zainspirował projekt 2017 Seventeen Project, serię filmików przesyłanych na konta społecznościowe grupy, m.in. YouTube i V-Live, przedstawiających różnych członków przygotowujących album Al1. Zdjęcia te zostały następnie uzupełnione trzema filmami muzycznymi pt. Chapter 0.5 Before AL1.
Drugi album studyjny Seventeen, pt. Teen, Age, ukazał się 6 listopada, razem z głównym singlem „Clap” (kor. 박수).

### 2018:Director’s Cut, podgrupa BooSeokSoon, debiut w Japonii iYou Make My Day
5 lutego 2018 roku ukazał się specjalny album Seventeen – ca. Mimo że płyta zawiera wszystkie utwory z wcześniej wydanego Teen, Age, jest promowana jako album specjalny zamiast repackage z powodu zawartych na nim czterech nowych piosenek, w tym główny „Thanks”. Piosenka „Thanks” zajęła pierwsze miejsce na listach iTunes w 29 krajach, zostając najpopularniejszym singlem zespołu. Tygodnik „Time” nazwał Seventeen jednym z najlepszych zespołów K-popowych.
21 marca członkowie Hoshi, DK i Seungkwan zadebiutowali jako podgrupa BooSeokSoon (również nazywana BSS, od wspólnego pseudonimu owych trzech członków). Grupa wydała debiutancki cyfrowy singel pt. „Just Do It” (kor. 거침없이) 21 marca.
Seventeen oficjalnie zadebiutowali w Japonii 30 maja, wydając pierwszy minialbum WE MAKE YOU. Teledysk do głównego utworu z płyty, „CALL CALL CALL!”, ukazał się 16 maja.
Seventeen wydali piąty minialbum, You Make My Day, 16 lipca. Promocje tej płyty odbyły się pomiędzy koncertami Ideal Cut w Seulu a koncertami zaplanowanymi w innych krajach w Azji.

### 2019–2020:You Made My Dawn,An Ode,Heng:garæiSemicolon
Seventeen wydali szósty minialbum You Made My Dawn 21 stycznia 2019 roku. Główny utwór „Home” zdobył dziesięć trofeów w cotygodniowych programach muzycznych, w tym dwukrotnie „Triple Crown” w programach Music Bank oraz M Countdown w jednym okresie promocyjnym.
29 maja ukazał się pierwszy japoński singel „Happy Ending”. Uplasował się na 2. pozycji listy singli Oriconu i zdobył status platynowej płyty. 5 sierpnia ukazał się koreański cyfrowy singel „Hit”. Był on zapowiedzią trzeciego albumu studyjnego, An Ode, który ukazał się 16 września. An Ode sprzedał się w liczbie ponad 700 tys. egzemplarzy w pierwszym tygodniu i przyniósł grupie ich pierwsze nagrody „daesang” i „główną nagrodę” za album roku. Został również uznany za najlepszy album K-popowy roku przez Billboard.
1 kwietnia 2020 roku Seventeen wydali swój drugi japoński singel „Mai ochiru hanabira (Fallin’ Flower)” (jap. 舞い落ちる花びら(Fallin’ Flower)), który sprzedał się w liczbie ponad 400 tys. egzemplarzy w pierwszym tygodniu i zajął pierwsze miejsce na liście Billboard Japan Hot 100.
13 maja ukazała się pierwsza część serii dokumentalnej Hit The Road, na kanale zespołu na YouTube. Dokument ukazuje grupę zza kulis podczas trasy Ode to You.
22 czerwca ukazał się siódmy minialbum Heng:garæ. Płyta sprzedała się w liczbie ponad miliona egzemplarzy w niecały tydzień, zdobywając certyfikaty zarówno z Hanteo, jak i Gaon. Album znalazł się również na 1. pozycji iTunes Top Albums w 27 krajach. Seventeen zostali trzecim zagranicznym zespołem, którego trzy kolejne albumy uplasowały się na szczycie listy Oricon Weekly Album Chart; poprzedni zespół Bay City Rollers dokonał tego w 1977 roku.
Drugi japoński minialbum, pt. 24H, ukazał się 9 września. Teledysk do tytułowego utworu z płyty ukazał się 24 sierpnia. Płyta uzyskała platynowy certyfikat od RIAJ za sprzedaż ponad 250 tys. kopii.
19 października ukazał się specjalny koreański album pt. Semicolon, wraz z głównym singlem „Home;Run”. Album sprzedał się w liczbie ponad miliona egzemplarzy w przedsprzedaży.

### 2021: ProjektPower of Love
21 kwietnia 2021 roku Seventeen wydali swój trzeci japoński singel pt. „Hitori ja nai” (jap. ひとりじゃない). W maju płyta zdobyła status podwójnej platyny za spzredaż ponad 500 tys. egzemplarzy.
18 czerwca miał swoją premierę ósmy minialbum Your Choice, będący pierwszym wydawnictwem z projektu Power of Love.
19 lipca 2021 wszyscy członkowie Seventeen odnowili swoje kontrakty z Pledis Entertainment.
22 października zespół wydał swój dziewiąty minialbum pt. Attacca, z głównym singlem „Rock with You”. Wydawnictwo było częścią projektu Power of Love.
8 grudnia Seventeen zakończyli swój projekt Power of Love, wydając specjalny japoński singiel o tej samej nazwie.

### 2022: ProjektTeam SVT,Face the Sun, trzecia światowa trasa koncertowa iDream
24 marca 2022 roku Seventeen ogłosili swój projekt Team SVT przed szóstym spotkaniem z fanami, Seventeen in Caratland. Po trzydniowym wydarzeniu zespół ujawnił nowym logotypem grupy.
15 kwietnia Seventeen wydali anglojęzyczny cyfrowy singiel zatytułowany „Darl + ing” przed premierą ich czwartego albumu studyjnego zatytułowanego Face the Sun. Album został wydany 27 maja, a głównym singlem był utwór „Hot”. Zespół wydał również swój pierwszy film, Seventeen Power of Love: The Movie, w kinach na całym świecie 20 i 23 kwietnia (z wyjątkiem Francji i Japonii, gdzie został wydany odpowiednio 21 i 29 kwietnia).
7 i 8 maja 2022 roku Seventeen zorganizował swoje japońskie spotkanie fanów „Hanabi” w Saitama Super Arena, pierwszy koncert na żywo zespołu w kraju od dwóch i pół roku, od trasy Ode to You w 2019 roku. W tym samym miesiącu Pledis Entertainment ogłosiło, że Seventeen wyruszą w swoją trzecią trasę koncertową Be the Sun, zaczynając od Gocheok Sky Dome w Seulu od 25 do 26 czerwca 2022 roku. Amerykańska część trasy obejmowała 12 koncertów w arenach w Stanach Zjednoczonych i Kanadzie od 10 sierpnia do 6 września. Wytwórnia zespołu ogłosiła dodatkowe koncerty w Azji w Dżakarcie, Bangkoku, Manili i Singapurze od 24 września do 13 października. W czerwcu 2022 roku potwierdzono również japońską część trasy Be the Sun. Zespół dał sześć koncertów w arenach w Japonii, w tym w Kyocera Dome Osaka, Tokyo Dome i Vantelin Dome Nagoya w Aichi.
18 lipca 2022 roku Seventeen wydali ponowne wydanie swojego czwartego albumu studyjnego, Sector 17, wraz z głównym singlem „_World”. Zremiksowana wersja utworu zawierała udział brytyjskiej wokalistki Anne-Marie i została wydana 26 sierpnia. 9 listopada Seventeen wydali swój trzeci japoński minialbum Dream.
10 grudnia Seventeen zadebiutowali na amerykańskim festiwalu, występując na głównej scenie festiwalu LA3C w Los Angeles State Historic Park. Pledis Entertainment ogłosiło również dwa dodatkowe koncerty w Azji: 17 grudnia w Philippine Arena i 28 grudnia na stadionie Gelora Bung Karno Madya, co uczyniło Seventeen pierwszymi artystami K-pop, którzy zorganizowali własne koncerty w tych miejscach.

### 2023:FML
31 marca 2023 roku Seventeen ogłosili, że wydadzą swój dziesiąty minialbum o tytule FML 24 kwietnia. Album zarejestrował 4,6 miliona zamówień w przedsprzedaży, stając się wówczas albumem K-popowym z największą liczbą przedpremierowych zamówień w historii. Album została wydana 24 kwietnia z dwoma głównymi singlami,, „Super (손오공)” i „F * ck My Life”. Po premierze album stał się najlepiej sprzedającym się albumem K-popowym w historii, z 3,9 milionem sprzedanych egzemplarzy w pierwszym dniu i 4,5 milionem sprzedanych egzemplarzy w pierwszym tygodniu. 22 maja PLEDIS Entertainment ogłosiło, że Seventeen odbędzie dwudniowy koncert w Seulu o nazwie „Follow”.

## Członkowie

### Hip-Hop Unit
- S.Coups (hangul: 에스.쿱스), pełne imię Choi Seung-cheol (hangul: 최승철) urodzony 8 sierpnia 1995(dts) w Korei Południowej w Daegu. Jest on liderem zespołu, jak i liderem Hip-Hop Unit[102].
- Wonwoo, pełne imię Jeon Won-woo (hangul: 전원우), urodzony 17 lipca 1996(dts) w Korei Południowej w Changwon[103].
- Мingyu, pełne imię Kim Min-gyu (hangul: 김민규), urodzony 6 kwietnia 1997(dts) w Anyang w Korei Południowej[104].
- Vernon (hangul: 버논), pełne imię Hansol Vernon Chwe (hangul: 한솔 버논 최; koreańskie: Choi Han-sol (최한솔)), urodzony 18 lutego 1998(dts) w Nowym Jorku, Stany Zjednoczone[105].

### Vocal Unit
- Woozi (hangul: 우지), pełne imię Lee Ji-hoon (hangul: 이지훈), urodzony 22 listopada 1996(dts) w Pusanie, Korea Południowa. Jest liderem grupy wokalnej i producentem grupy[106].
- Jeonghan, pełne imię Yoon Jeong-han (hangul: 윤정한), urodzony 4 października 1995(dts) w Seulu, Korea Południowa[107].
- Joshua (hangul: 조슈아), pełne imię Hong Ji-soo (hangul: 홍지수), urodzony 30 grudnia 1995(dts) w Los Angeles, Kalifornia, Stany Zjednoczone[108].
- DK, znany również jako Dokyeom, (hangul: 도겸), pełne imię Lee Seok-min (hangul: 이석민), urodzony 18 lutego 1997(dts) w Yongin, Korea Południowa[109].
- Seungkwan, pełne imię Boo Seung-kwan (hangul: 부승관), urodzony 16 stycznia 1998(dts) w Czedżu, Korea Południowa[110].

### Performance Unit
- Hoshi (hangul: 호시), pełne imię Kwon Soon-young (hangul: 권순영), urodzony 15 czerwca 1996(dts) w Namyangju, Korea Południowa. Jest liderem grupy performance oraz głównym choreografem grupy[111].
- Jun (hangul: 준), pełne imię Wen Junhui (chiń. 文俊辉), urodzony 10 czerwca 1996(dts) w Shenzhen, Guangdong, Chiny[112].
- The8 (hangul: 디에잇), pełne imię Xu Minghao (chiń. 徐明浩), urodzony 7 listopada 1997(dts) w Anshan, Liaoning, Chiny[113].
- Dino (hangul: 디노), pełne imię Lee Chan (hangul: 이찬), urodzony 11 lutego 1999(dts) w Iksan, Korea Południowa[114].

## Podgrupy

### BSS
21 marca 2018 roku członkowie DK, Seungkwan i Hoshi zadebiutowali jako podgrupa o nazwie BSS (hangul: 부석순) lub BooSeokSoon, co jest połączeniem imion członków. Wydali swój pierwszy singiel „Just Do It” i promowali przez krótki okres czasu. W styczniu 2023 roku Pledis ogłosiło powrót BSS po pięciu latach nieaktywności z ich pierwszym singlem albumem Second Wind  6 lutego. Album został wydany wraz z teledyskiem do głównego singla „Fighting”, z udziałem Lee Young-ji. Album zawierał również dwa inne utwory, „Lunch” i „7PM”, ten ostatni z udziałem norweskiego artysty Peder Elias. Pierwszego dnia po wydaniu Second Wind sprzedano ponad 478 000 kopii, bijąc rekord sprzedaży w pierwszym tygodniu dla albumu wydanego przez podjednostkę k-popowej grupy. Do końca pierwszego tygodnia album sprzedał się w rekordowej liczbie 610 189 kopii. BSS zdobyli swoją pierwszą nagrodę w programie muzycznym 15 lutego 2023 roku za główny singel „Fighting” w MBC M Show Champion.

## Działalność pozaestradowa
26 czerwca 2024 Seventeen zostali pierwszym w historii ambasadorem dobrej woli UNESCO do spraw młodzieży. Włączyli się w promowanie programu grantowego tej organizacji "Razem dla kreatywności i dobrostanu młodzieży", którego fundusz zasilili darowizną w wysokości 1 mln dolarów.  

## Dyskografia

### Dyskografia koreańska

#### Albumy studyjne
- Love & Letter (2016)
- Teen, Age (2017)
- An Ode (2019)
- Face the Sun (2022)

#### Albumy specjalne
- Director’s Cut (2018, album studyjny)
- ; [Semicolon] (2020, minialbum)
- Sector 17 (2022, repackage Face the Sun)

#### Minialbumy
- 17 Carat (2015)
- Boys Be (2015)
- Going Seventeen (2016)
- Al1 (2017)
- You Make My Day (2018)
- You Made My Dawn (2019)
- Heng:garæ (2020)
- Your Choice (2021)
- Attacca (2021)
- FML (2023)
- Seventeenth Heaven (2023)

### Dyskografia japońska

#### Minialbumy
- WE MAKE YOU (2018)
- 24H (2020)
- Dream (2022)

## Koncerty i trasy
Światowe trasy koncertowe
- Diamond Edge (2017)
- Ode to You (2019–2020)
- Be the Sun (2022)

Azjatyckie trasy koncertowe
- Shining Diamonds (2016)
- Ideal Cut (2018)

Japońskie trasy koncertowe
- Japan Arena Tour 'SVT' (2018)
- Japan Tour 'HARU' (2019)

Koncerty
- Like Seventeen – Boys Wish (2015)
- Like Seventeen – Boys Wish Encore Concert (2016)
- '17 Japan Concert: Say The Name #Seventeen (2017)